# Stilbops belokobylskii
Stilbops belokobylskii là một loài tò vò trong họ Ichneumonidae.